# Hipertensión arterial pulmonar idiopática
La hipertensión arterial pulmonar idiopática, antiguamente denominado enfermedad de Ayerza o síndrome de Ayerza (en latín, Morbus Ayerza) es una forma genérica de referirse a múltiples cuadros de hipertensión pulmonar caracterizados por disnea, asma de desarrollo lento, bronquitis y cianosis crónica asociada a policitemia.

## Historia
La descripción clásica la hizo el doctor Abel Ayerza el 20 de agosto de 1901, cuando describió a un paciente que había tenido neumonía a los 20 y a los 32 años, a raíz de lo cual desarrolló un cuadro que incluía esputo, disnea, cianosis, somnolencia diurna profunda e insuficiencia cardíaca. El paciente murió a los 24 días de su admisión en el hospital y la autopsia reveló bronquios dilatados con paredes engrosadas y abundantes secreciones. Debido a que en la literatura médica no se informaba de ningún cuadro similar él lo denominó «cardíaco negro».
En 1912, Ayerza y el dr. Francisco Arriaga publicaron una tesis doctoral donde describieron 11 pacientes con el mismo síndrome y, en 1913, Arriaga publicó su etiología, patogenia, patología, sintomatología, radiología, evolución, pronóstico y tratamiento. Desde entonces pasó a ser conocida como «enfermedad de Ayerza».
Sin embargo, en aquella época no existían ni las radiografías ni los electrocardiogramas, por lo que la causa primaria era desconocida. Tras el desarrollo de estas tecnologías, en 1951 se descubrió que era debido a la hipertensión pulmonar y se le asignó el nombre moderno de «hipertensión arterial pulmonar idiopática».

## Características
Es un afección del aparato circulatorio localizada en la arteria pulmonar. Se define como una eritremia con cianosis crónica, diarrea, esplenomegalia y hepatomegalia, junto con hipertrofia de la médula ósea y esclerosis de la arteria pulmonar. Su condición se caracteriza por disnea, asma de desarrollo lento, bronquitis y cianosis crónica asociada a policitemia. 
Esta policitemia es consecuencia de una insuficiencia pulmonar y esclerosis del lecho vascular pulmonar y, a veces, también presenta hipertrofia del ventrículo derecho. 
Los factores que contribuyen a su desarrollo pueden ser la hiperplasia de la arteria pulmonar, enfisema y fibrosis.